# サヴォイア・マルケッティ SM.75
サヴォイア・マルケッティ SM.75
サヴォイア・マルケッティ SM.75
- 用途：旅客機、軍用輸送機
- 設計者：アレッサンドロ・マルケッティ
- 製造者：
- 運用者：イタリア、ハンガリー[1]
- 初飛行：1937年
- 生産数：95機
- 運用開始：1938年

サヴォイア・マルケッティ SM.75（Savoia-Marchetti SM.75）は、1930年代と1940年代のイタリアの旅客機、軍用輸送機である。本機は低翼単葉の木金混合構造で尾輪式の引き込み降着装置を持つ3発機であった。

## 開発

### SM.75とSM.75bis
SM.75は、サヴォイア・マルケッティ S.73の代替となる中距離用の旅客機と貨物機を探していたイタリアの航空会社アラ・リットリアからの要求に応えて設計された。SM.75の設計者であるアレッサンドロ・マルケッティはS.73の基本構成を踏襲したが空気抵抗を減じるために引き込み式の降着装置を採用した。SM.75の機体は鋼管フレームを羽布と合板で覆った構造で、動翼の表面は合板張りであった。搭乗員は4名で客室には25名までを搭乗させることができ、離陸距離の337 m (1,105 ft) とより短い着陸距離の280 m (919 ft) は滑走路の短い2線級の飛行場からも運用できることを意味していた。
SM.75は、高度3,400 m (11,155 ft) で559 kW (750 hp)を発生するアルファロメオ 126 RC.34 空冷 星型エンジンを3基備え、高度1,800 m (5,905 ft) で641 kW (860 hp)を発生するアルファロメオ 126 RC.18 14気筒エンジンを装着した11機は「SM.75bis」と命名された。
「レジア・アエロノーティカ」（イタリア王立空軍）はSM.75に強い関心を示し、これが軍用機版の開発に繋がった。この軍用機版は客室の窓が無かったが胴体背面銃塔が据え付けられるように補強パネルが取り付けられていた。SM.75よりも大きな搭載量を持つこのモデルは3基のアルファロメオ 128 RC.21 エンジンを装備し、「サヴォイア・マルケッティ SM.82」として軍務に就いた。

### SM.76
イタリアの航空会社LATIは1939年に最初のSM.75を受領、1940年にSM.76と改称。

### SM.87

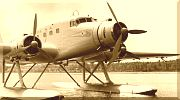
サヴォイア・マルケッティ SM.87

1939年にSM.75の水上機版が「SM.87」として製造された。746 kW (1,000 hp) のフィアット A.80を装備し、最高速度365 km/h (227 mph) と巡航高度6,250 m (20,510 ft)、航続距離2,200 km (1,370 ml)で4名の搭乗員と24名の乗客を搭載した。4機製造。

### SM.90
「SM.90」は、SM.75により強力な1,044 kW (1,400 hp)のアルファロメオ 135 R.C.32 エンジンを装着した型でSM.75よりも長い胴体を持つ。1機製造。

### SM.75GA
SM.75 GA（「Grande Autonomia」、「長航続距離」の意）は3基の641 kW (860 hp) のアルファロメオ 128 エンジンを装備し、1,100 kg (2,430 lb) を搭載して7,000 km (4,350 法定マイル)の距離を飛行できる分の補助燃料タンクと高性能無線器を備えていた。SM.75 GA は4名か5名の搭乗員と200 kg (441 lb)を搭載して3,500から5,000 m (11,483 から 16,404 ft)の高度を298 km/h (185 mph)で8,005 km (4,971 法定マイル)の距離を飛行することができた。

## 運用の歴史

### イタリアの民間航空での就役
SM.75は1937年11月にピエモンテ州のノヴァーラで初飛行を行い、1938年にアラ・リットリア航空で1939年にLATI航空でヨーロッパと南アメリカ路線に、第二次エチオピア戦争でのアビシニア占領後にはローマ-アディスアベバ路線にも就航した。SM.75は4名の搭乗員、17名の乗客とその荷物を搭載して高度4,000 m (13,123 ft) を時速362 km/h (225 mph) で1,721 kms (1,069 ml) の距離を飛行する能力を有することを易々と証明して見せ、ペイロードを搭載しての距離間速度記録と周回航続距離飛行の世界記録を幾つか樹立した。1機のSM.75が無着陸飛行記録挑戦のために改造され、1939年に約12,000 km (7,456 ml) を飛行して記録を樹立した。
1940年6月10日にイタリアが第二次世界大戦に参戦すると民間のSM.75を使用したイタリアの海外植民地への補給任務は続けられ、これは戦争の進行に連れて規模が縮小されていったが1943年9月8日のイタリアと連合国との講和が発効するまで続けられた。民間のSM.75は南アメリカでイタリアが米国に宣戦布告する1941年12月まで運用が続けられていた。

### イタリアの軍事航空での就役
1940年6月にイタリアが第二次世界大戦に参戦すると「レジア・アエロノーティカ」はアビシニア、イタリア領ソマリランド、エリトリアといった英国支配地域と英軍に囲まれた東アフリカのイタリア海外領土との連絡を維持する航空機を必要としていた。入手可能なSM.75は、12.7-mm (0.5-in) ブレダ＝SAFAT機関銃を装備したカプローニ＝ランチアニ（Caproni-Lanciani）銃塔とそれを操作する5人目の搭乗員を追加されて軍用機化された。新造のSM.75は最大24名の兵員を長距離運搬能力と旅客機型と同等の性能が発揮できるように設計し直されて製造された。

#### 特別任務
主にプロパガンダ目的のために幾度かの著名な飛行任務が実施された。

##### アスマラへの宣伝ビラ投下任務
1942年1月に「レジア・アエロノーティカ」の最高司令官（Rino Corso Fougier）将軍はローマ - 東京間の長距離飛行の計画を立て始めた。最近の南アメリカと東アフリカに於ける長距離飛行の経験を操縦士と共に検討した結果、この任務には防御武装と自動防漏燃料タンクを装備しても優れた航続性能によりSM.82やSM.83よりもSM.75の方がより適しているという結論に達した。この飛行任務にはシリアル番号：MM.60537のSM.75が選定され、長距離型のSM.75 GAの初号機に改装された。
SM.75 GAの最初の任務は、東アフリカの元イタリア占領地域、現在は英国の支配地域上空で「イタリア入植民へ。ローマは君たちのことを忘れはしない。我々は必ず戻ってくる！」と記した宣伝ビラの投下であった。機長のアメデオ・パラディシ（Amadeo Paradisi）中佐が操縦し5名の搭乗員が乗った機体はローマからリビヤのベンガジへ飛んだ。1942年5月7日 17:30にSM.75 GAはベンガジから2,700 km (1,680 ml)の第1レグへ出発した。計画通り3,000 m (9,842 ft)を飛行していたが悪天候のためパラディシは4,000 m (13,123 ft)に高度を上げた。10時間20分後、SM.75 GAはエリトリアのアスマラ上空に到達し宣伝ビラを投下した。その後、計画ではベンガジに戻る予定であったがパラディシは直接ローマに帰還することに決め、当初は高度3,500 m (11,482 ft)を飛行していたが後に燃料消費を最小に抑えるために5,200 m (17,060 ft)に高度を上げた。この任務の全行程は28時間に及んだ。
ローマで整備士が機体に幾つかの試験を実施したが、ローマに到着して2日後の1942年5月11日にSM.75GAはローマからグイドーニア・モンテチェーリオへの50 km (31 ml)の搬送飛行中に全3基のエンジンが同時に故障した。パラディシの緊急着陸により機体は破壊され、パラディシ自身は脚を失ったがその他の搭乗員は負傷しなかった。

##### ローマ - 東京間飛行

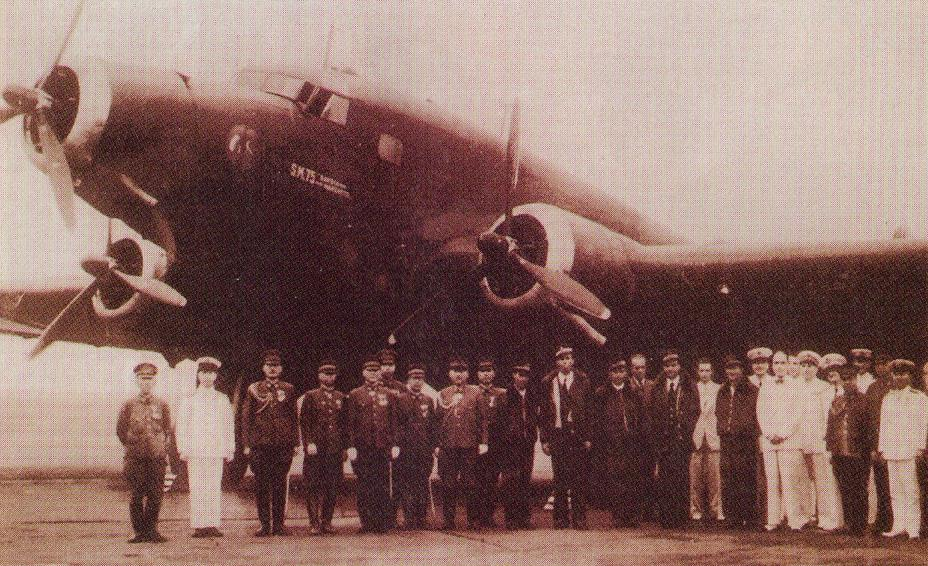
1942年7月の東アジア訪問時にSM.75 GA RT 機の前に立つ搭乗員と日本の当局者。

（本項目の燃料搭載重量と容積の換算は大幅に間違っている。英語版の段階でこの間違いは発生しており、イタリア語版には詳細な燃料等裁量の記述がない。英ガロンと米ガロンの換算間違いよりも大きな誤差なので、現時点で重量が正しいのか、容積が正しいのか不明。一般的には、航空機関士が乗務するような航空機では重心位置が最も重要なため、重量をもって様々な計算を行う）。
SM.75 GA初号機を失った後で2機目のSM.75（シリアル番号：MM.60539）が、第二次世界大戦中のローマ - 東京間飛行用にSM.75 GA仕様に改装された。1942年6月9日に準備が完了し、SM.75 GA RT（「"Rome - Tokyo"」の意）と命名された。操縦士のアントニオ・モスカテッリ（Antonio Moscatelli）中佐が任務全体の責任者に任命されると共にイタリアは英国が既存の暗号を解読していると確信していたため、イタリアの航空技量を宣伝するために日本と枢軸国の間の通信に新しい暗号を用いた。イタリアと戦争状態にあったソビエト連邦領空の数千kmを飛行する必要性と著しく長距離の飛行の実施ということがこの飛行を困難なものとしていた。
モスカテッリ操縦のSM.75 GA RTは1942年6月29日 05:30にグイドーニアを離陸し、その日の内に2,030 km (1,261 ml) 離れたドイツ占領下のウクライナのザポリージャにある枢軸国が使用できる最東端の飛行場に着陸した。日本（当時はソ連と戦争状態に無かった）を困惑させることになるような書類や証拠品を持たず、搭乗員はもし敵領域に着陸せざるを得なくなった場合は機体と証拠書類を焼却処分するように命令されていた。
重量21,500 kg (47,400 lb) の内 11,000 kg (24,250 lb) -- 10,340 リットル (2,721 ガロン) --の燃料を搭載した過荷重状態のSM.75 GA RTがザポリージャの700 m (2,297 ft) の草地滑走路から離陸するのは困難で危険をはらんでいた。厳格な通信封鎖が実施され、ソ連軍の対空砲火、悪天候、ソ連軍戦闘機（おそらくヤコヴレフ Yak-1）との遭遇にもかかわらず夜間を無傷で過ごし、アラル海北岸、バイカル湖の縁、タルバガタイ山脈を通過しゴビ砂漠上空を横断した。地図上のソ連領内の位置が不正確なことがわかりモスカテッリは発見されることを避けるために高度を5,000 m (16,404 ft) まで上げなければならず、これにより予定よりも早く機体に備えた備蓄酸素を使い切ってしまった。モンゴル上空では砂嵐にも巻き込まれたが、1942年6月30日 22:00に搭乗員は黄河を視認し、最後の燃料を使用してザポリージャから東に6,000 km (3,728 ml) にある日本占領下の内モンゴル、包頭の海抜1,000 m (3,280 ft) 以上にある1,300 m (4,270 ft) 滑走路に1942年7月1日 15:30に着陸した。日本の空域内で安全なように日本の標識が施された機体は通訳を同乗させ、東京への2,700 km (1,678 ml) の最終レグを飛行した。
日本側としてはソ連を刺激しないようにこの事実は内密にされ、モスカテッリ中佐以下も事実上日本で軟禁されたような状況に置かれた。また帰路に辻政信陸軍中佐の同乗も要求したが、これは丁重に断られた。
1942年7月16日にSM.75 GA RTは帰路につき、包頭に到着すると日本の標識はイタリアのものに再度変更された。1942年7月18日 21:45に包頭を離陸し、往路を辿り29時間25分の滞空、6,350 km (3,950 ml) を飛行してウクライナのオデッサに着陸した。この後、モスカテッリはグイドーニア・モンテチェーリオまで機体を飛行させ、この任務を完遂した。外交上の理由による日本の不同意にもかかわらず、イタリアは1942年8月2日にこの出来事を公表し、2国間の関係は冷え冷えとしたものになり、イタリアは再びこの長距離飛行を行おうとはしなかった。

##### アビシニアへの爆撃任務
1943年にアビシニアのグラの飛行場に駐留する米国の爆撃機を破壊する目的のためだけにSM.75から製作された2機のSM.75 GAが爆撃任務に従事した。3,000 km (1,860 ml) 以上彼方の目標に到達するために2機（民間登録記号：I-BUBAとI-TAMO、軍用シリアル番号：MM.60539とMM.60543に再登録）が11,000 kg (24,250 lb) の燃料を搭載し、「イオッツァ」（"Jozza"）爆撃照準器と1,200 kg (2,650 lb) の爆弾を搭載可能な爆弾倉を装備するように改装された。ヴィッラ（Villa）とペローリ（Peroli）という名の将校に率いられた最も熟練した搭乗員がこの任務のために選抜された。
爆撃任務は1943年5月23日 06:30に当時「レジア・アエロノーティカ」の最東端の飛行場があったロドス島から開始された。空虚重量が10,200 kg (22,490 lb) の機体は離陸時の重量が24,000 kg (52,910 lb) にもなっていた。SM.75 GAのエンジンは出力性能よりも航続性能と経済性を重視した調整がなされていたため、燃料と爆弾を搭載した過荷重状態での離陸は困難であった。出発当初は低空で飛行し、10:00になって改造型SM.75 GAは高度3,000 m (9,842 ft) に上昇した。かなりの燃料を消費してしまっていたペローリ機はポートスーダンに爆弾を投下し、23時間滞空した後の1943年5月24日 05:30に無事ロードス島に帰還した。その一方でヴィッラ機は単機で飛行を続け、前線のかなり後方に位置しているにもかかわらず重防御が施されたグラ飛行場の上空に18:45に到着し爆弾を投下した。1発が投下に失敗して機内に残され爆発の危険があったがヴィッラ機の任務は成功し、6,600 km (4,100 ml) 以上を飛行し24時間15分滞空後、ペローリ機に遅れること1時間15分の1943年5月24日 06:45に無事ロードス島に帰還した。

#### イタリア共同交戦空軍
1943年9月にイタリアが連合国に降伏すると数機のSM.75がイタリア共同交戦空軍に就役し、戦争の残りの期間を連合国側で戦った。

## ハンガリー
イタリアはハンガリーの航空会社MALERTで就航するために5機のSM.75をハンガリーへ輸出した。ハンガリーが第二次世界大戦に参戦するとこれらの機体はハンガリー空軍で使用された。

## ドイツ
1943年9月にイタリアが連合国に降伏するとドイツは数機のSM.75を接収してドイツ空軍で就役させた。

## 派生型
SM.75
民間旅客機と貨物機：後に数機が「レジア・アエロノーティカ」向けに軍用機に改装され貨物機と兵員輸送機として使用された。
SM.75bis
民間旅客機型SM.75のエンジン強化版
SM.75 GA
SM.75の長距離型
SM.76
1940年にイタリアのLATI航空に納入された機体の名称
SM.82
SM.75を原型として開発された軍用機。主翼や尾翼や降着装置などをSM.75から流用し、胴体部のみ再設計。輸送機と爆撃機として使用された。
SM.82PD
SM.82の派生型。長距離飛行記録専用機。周回飛行で12,935 kmの無着陸飛行世界記録を樹立。
SM.87
SM.75の水上機版
SM.90
エンジンを換装したSM.75の長胴型

## 運用

### 軍事運用
ドイツ国
- ドイツ空軍

 ハンガリー王国
- ハンガリー空軍が5機を運用。

 イタリア王国
- イタリア王立空軍 （イタリア語版）
- イタリア共同交戦空軍 （イタリア語版）

### 民間運用
イタリア王国
- アラ・リットリア - 1940年6月まで34機を運用

 ハンガリー王国
- MALERT

## 要目
（SM.75）
- 乗員：4名（軍用の場合 +銃手1名）
- 搭乗可能乗客数：18 - 25名、又は兵員25名
- 全長：21.6 m (70 ft 10 in)
- 全幅：29.68 m (97 ft 4 in)
- 全高：5.1 m (16 ft 9 in)
- 翼面積：118.6 m² (1,276.14 ft²)
- 最大離陸重量：13,000 kg (28,600 lb)
- エンジン：3 × アルファロメオ 126 RC.34 9気筒 空冷 星型エンジン、559 kW (750 hp)
- 最高速度：363 km/h (195 kn, 224 mph)
- 巡航高度：6,250 m (20,500 ft)
- 航続距離：1,720 km (928 nml, 1,061 ml)
- 上昇時間：4,000 m (13,123 ft)まで17分42秒